# Université du Zhejiang

L'université du Zhejiang, en chinois simplifié : 浙江大学, en chinois traditionnel : 浙江大學 et en pinyin : Zhèjiāng Dàxué est une université située directement sous l'administration du ministère d'Éducation de la république populaire de Chine.
C'est une des universités les plus prestigieuses et les plus anciennes en Chine, qui fut surnommée « Cambridge de l'est ». Fondée en 1897 comme l'Académie de Qiushi (chinois simplifié : 求是书院, chinois traditionnel : 求是書院, pinyin : Qíushì Shūyuàn), elle est située à Hangzhou, la capitale de la province du Zhejiang, et à 112 kilomètres de Shanghai, pôle économique majeur de la Chine. Sa devise est « 求是 创新 » (« vérité et originalité »).

## Description
L'Université du Zhejiang comporte six campus. Le principal est Yuquan et les autres sont Xixi, Huajiachi, Hubin, Zhijiang, Zijingang. Elle couvre une surface de 5,33 hectares. 
Aujourd'hui, le nombre d'étudiants atteint les 40 000. En 2007, on en compte 9 300 qui étudient pour décrocher un master, et plus de 6 000 doctorants. L'université est également ouverte sur l'international puisque plus d'un millier d'étudiants sont étrangers.
Parmi ses 8 475 enseignants et chercheurs, il y a 14 membres de l’Académie chinoise des sciences, 9 membres de l'Académie d'ingénierie de Chine, plus de 1 172 professeurs. 
Avec une surface de 59 000 m2, la bibliothèque a une collection de plus de 6 millions d'ouvrages. De plus, l'Université a six hôpitaux rattachés aux campus.

## Personnalités liées à l'université

### Enseignants
- Chien-Shiung Wu, physicienne, lauréate du prix Wolf en 1978
- C. C. Tan, généticien
- Jiang Menglin
- Coching Chu, météorologue, géologue
- Bei Shizhang, biologiste
- Xia Yan, scénariste
- Chang Chi-yun (en), historien, géologue, homme politique
- Jin Yong, auteur de nouvelles
- Ren Mei'e, géologue
- Qian Sanqiang, physicien
- Chen Duxiu, philosophe, homme politique

### Étudiants
- Tsung-Dao Lee, physicien, prix Nobel de physique en 1957
- Chien-Shiung Wu, physicienne, lauréat du prix Wolf en 1978
- Kan-Chang Wang, physicien
- Lu Yongxiang, président de l'Académie chinoise des sciences
- Pan Yunhe, vice-président de l'Académie chinoise des sciences
- Su Buqing, mathématicien
- Gu Chaohao, mathématicien
- Chen Jiangong, mathématicien
- Chen Yi, homme politique
- Xi Mingze, fille de Xi Jinping

## Galerie

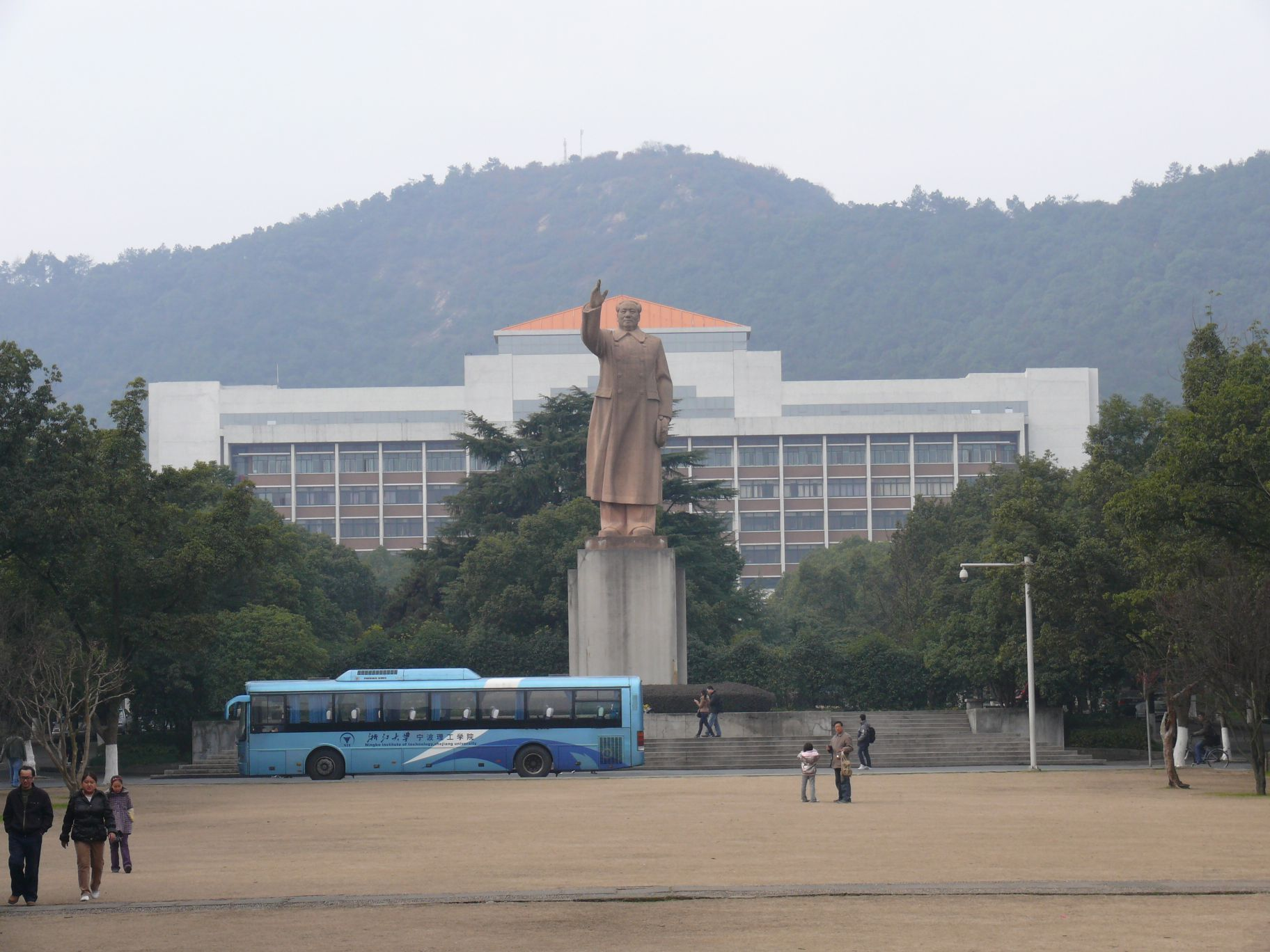
Statue de Mao Zedong sur le campus de Yuquan.
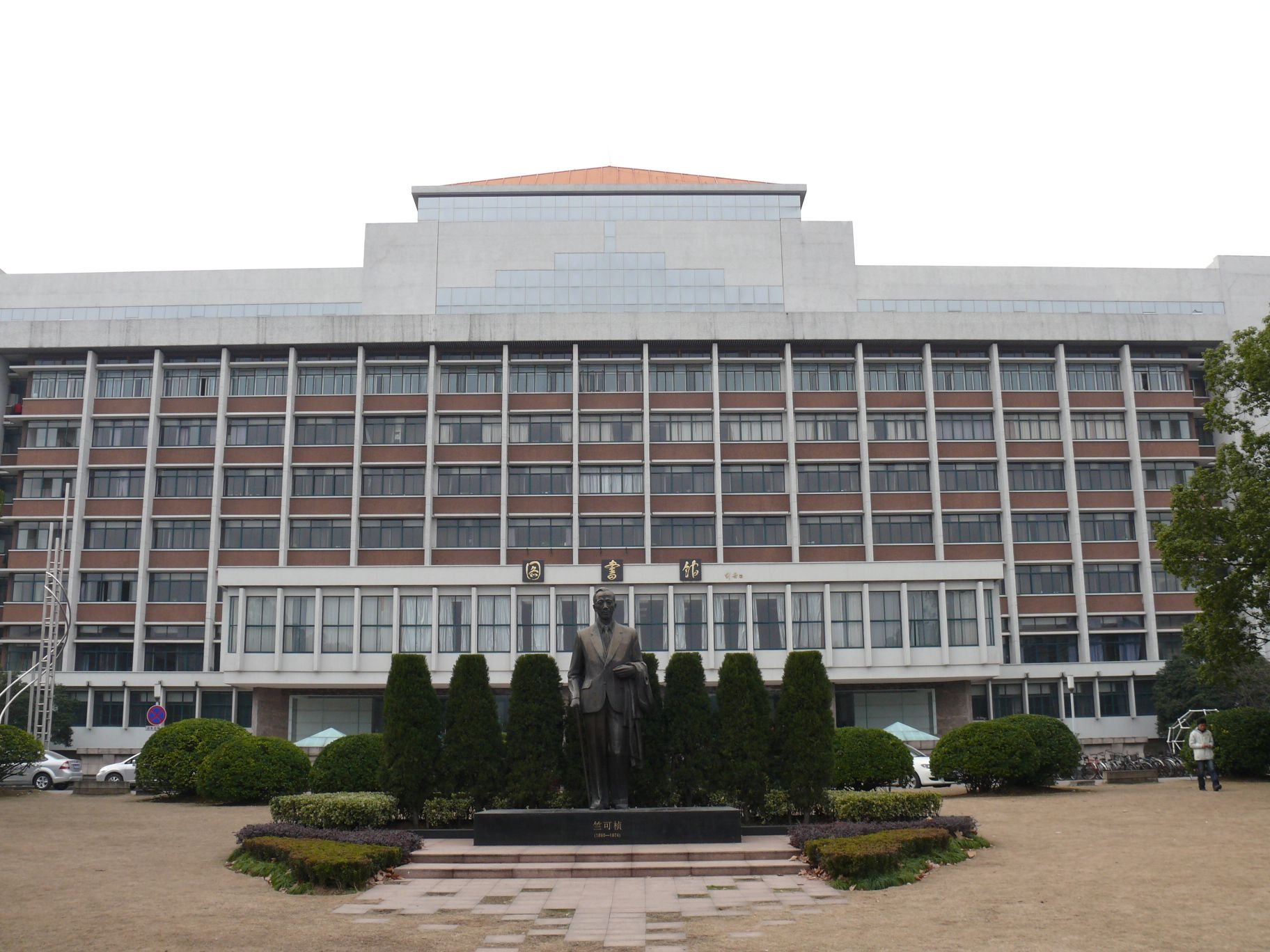
Bibliothèque du campus de Yuquan.
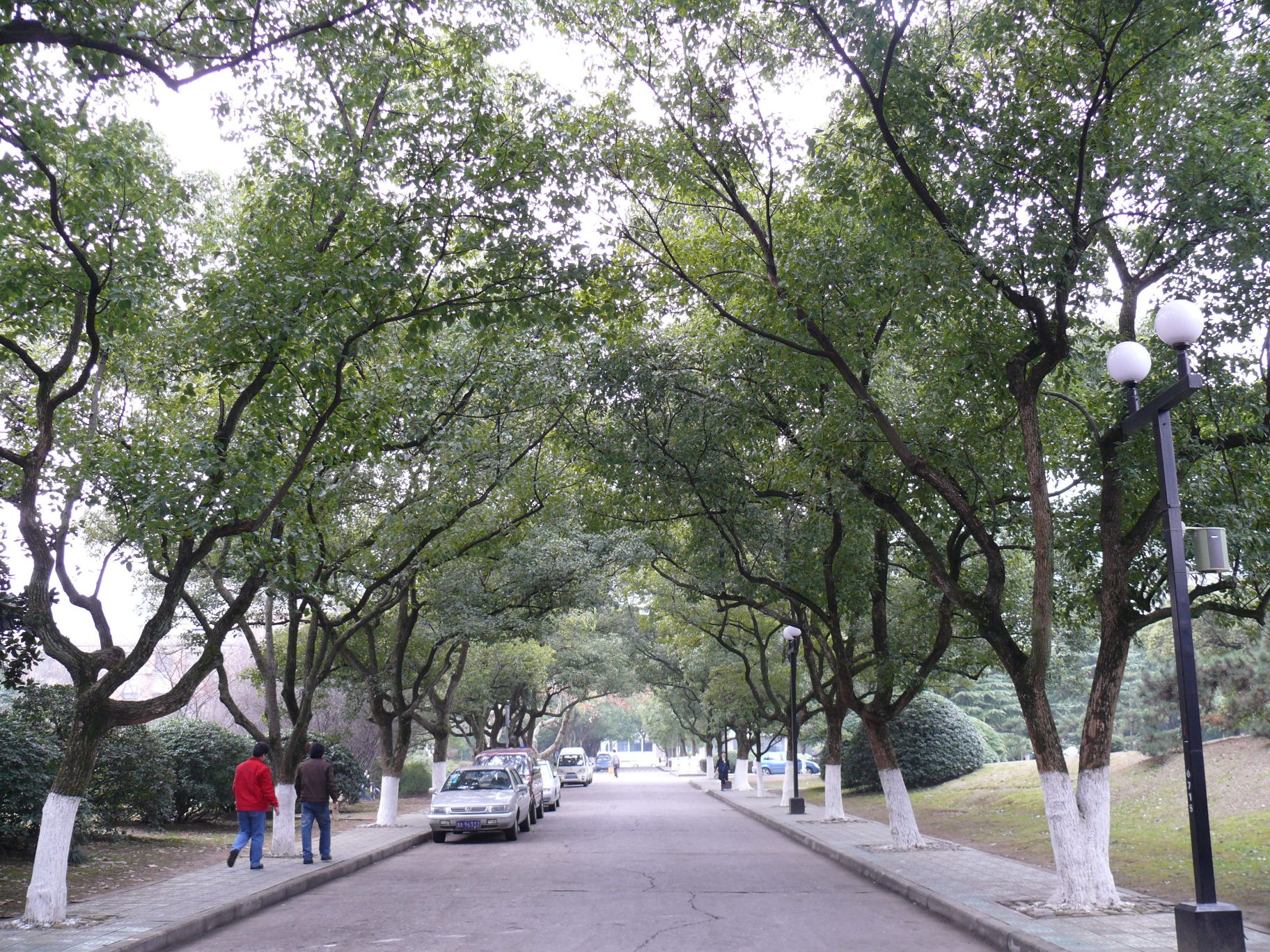
Vue du campus de Yuquan.